# Войновиці (Островецький повіт)
Войновиці (пол. Wojnowice) — село в Польщі, у гміні Цьмелюв Островецького повіту Свентокшиського воєводства.
Населення — 251 особа (2011).
У 1975-1998 роках село належало до Тарнобжезького воєводства.

## Демографія
Демографічна структура на день 31 березня 2011 року:
|          | Загалом | Допрацездатний вік | Працездатний вік | Постпрацездатний вік |
| -------- | ------- | ------------------ | ---------------- | -------------------- |
| Чоловіки | 144     | 37                 | 101              | 6                    |
| Жінки    | 107     | 20                 | 65               | 22                   |
| Разом    | 251     | 57                 | 166              | 28                   |